# NGC 740
NGC 740 (również PGC 7316 lub UGC 1421) – galaktyka spiralna z poprzeczką (SBb), znajdująca się w gwiazdozbiorze Trójkąta. Odkrył ją 11 października 1850 roku Bindon Stoney – asystent Williama Parsonsa.